# Arto Saari
Arto Saari (Seinäjoki, 9 november 1981), is een Fins professionele skateboarder. Zijn stance is regular, wat betekent dat zijn linkervoet voor staat op zijn skateboard. Vaak wordt hij gezien als een van de beste street-skateboarders ter wereld.
Hij heeft verschillende ernstige blessures in zijn carrière te verduren gekregen. Tijdens het filmen voor Really Sorry, een film voor het merk Flip Skateboards overleed hij bijna aan de verwondingen aan zijn hoofd. Deze kreeg hij tijdens een backside feeble van een rail als opwarmertje. Ook werd zijn knie in 2004 operatief hersteld.
Sinds mei 2008 skateboardt Arto Saari voor Alien Workshop skateboards, dat sinds februari 2008 door Burton Snowboards is overgenomen. 
Arto Saari is ook een van de pro skaters die opgenomen is in de games Tony Hawk's Underground en Tony Hawk's Proving Ground. 

## Prijzen
In 2001 werd hij verkozen tot Skater Of The Year door Thrasher Magazine.